# John Smith (Ringer)
John William Smith (* 9. August 1965 in Oklahoma City, Oklahoma) ist ein ehemaliger US-amerikanischer Ringer, zweifacher Olympiasieger und Hall of Famer.

## Werdegang
Smith wuchs in einer kinderreichen und vom Ringen begeisterten Familie in Del City, einem Vorort von Oklahoma City auf und begann dort an der High School mit dem Ringen. Später besuchte er die Oklahoma State University und war dort einer der erfolgreichsten Studentenringer in der Geschichte dieser Universität. Er wurde dort von Trainer Tommy Chesbrow und seinem Bruder Lee Roy Smith, der 1983 Vize-Weltmeister im Ringen im freien Stil im Federgewicht geworden war, sehr erfolgreich trainiert. Nach seiner Universitätszeit startete er für den Sunkids Wrestling Club in Stillwater/Oklahoma.
1985 begann seine internationale Karriere, als er bei den Junioren-Weltmeisterschaften im Freistil in Colorado Springs den 3. Platz im Federgewicht belegte. 1992, nach seinem zweiten Olympiasieg in Barcelona, beendete er seine Aktivenzeit und wurde Trainer an seiner Stammuniversität und betreute im Jahr 2000 zusammen mit Dan Gable das US-amerikanische Freistil-Team bei den Olympischen Spielen.
Von 1987 bis 1992 verlor er bei Olympischen Spielen und Weltmeisterschaften nur einen Kampf, 1992 gegen Reinoso, Kuba, als er den Eintritt in das Finale schon geschafft hatte und es für ihn um nichts mehr ging. Die Ringweise von John Smith war sehr spektakulär. Oftmals beschwor er schwierige Situationen selbst herauf, um letztendlich aus diesen Situationen doch seine Punkte zu machen. Nachdem er bereits 1997 in die National Wrestling Hall of Fame aufgenommen worden war, folgte im September 2003 auch die Aufnahme als einer der ersten in die FILA International Wrestling Hall of Fame.

## Internationale Erfolge
(alle Wettkämpfe im freien Stil, OS = Olympische Spiele, WM = Weltmeisterschaft, Fe = Federgewicht, bis 62 kg, Leichtgewicht, bis 68 kg Körpergewicht)
| Jahr | Platz | Wettbewerb                                         | Gewichtsklasse | |
| 1985 | 3.    | Junioren-Weltmeisterschaft in Colorado Springs/USA | Leicht         | |
| 1987 | 1.    | Panamerikanische Spiele                            | Feder          | vor Joe Domarchuk, Kanada und Enrique Valdés, Cuba |
| 1987 | 1.    | WM in Clermont-Ferrand                             | Feder          | vor Khazer Isajew, UdSSR, Kazuhito Sakae, Japan, Lee Jung-kun, Südkorea und Josef Schwendtner, CSSR                                                                                               |
| 1988 | Gold  | OS in Seoul                                        | Feder          | vor Stepan Sargsjan, UdSSR, Simeon Schterew, Bulgarien, Akbar Fallah, Iran und Jörg Helmdach, Deutschland                                                                                         |
| 1989 | 1.    | "Yasar-Dogu"-Memorial in Istanbul                  | Feder          | vor Zekai Ertem, Türkei u. Karsten Polky, DDR |
| 1989 | 1.    | WM in Martigny/Schweiz                             | Feder          | vor Gary Bohay, Kanada, Karsten Polky und Seung Ou Kim, Nordkorea |
| 1989 | 2.    | World-Cup in Toledo/USA                            | Feder          | hinter Stepan Sargsjan, UdSSR u. vor Gary Bohay, Kanada |
| 1990 | 1.    | WM in Tokio                                        | Feder          | vor Wassilijew, Bulgarien, Rachidow, UdSSR, Adachi, Japan und Prefit, Rumänien |
| 1991 | 1.    | World-Cup in Toledo/USA                            | Feder          | vor Enrique Valdez, Kuba, Martin Calder, Kanada u. Niazbek Antujew, UdSSR |
| 1991 | 1.    | Panamerikanische Spiele                            | Feder          | vor Anibal Nieves, Puerto Rico und Lázaro Reinoso, Kuba |
| 1991 | 1.    | WM in Warna                                        | Feder          | mit Siegen über Ralf Lyding, Deutschland, Suren Erdenebavar, Mongolei, Ismail Faikoglu, Türkei, Supra Dharamvir, Indien, Sim, Nordkorea, Darius Grzywinski, Polen und Giovanni Schillaci, Italien |
| 1992 | 1.    | "Roger-Coulon"-Turnier in Carcassonne              | Feder          | vor Kyong Seon-roh, Südkorea, Ralf Lyding, BRD u. Martin Calder, Kanada |
| 1992 | Gold  | OS in Barcelona                                    | Feder          | mit Siegen über Faikoglu, Gwang Chol, Nordkorea, Karsten Polky, Deutschland, Gasichan Kirow, GUS, Punktniederlage gegen Reinoso, Kuba, und Punktsieg über Askari Mohammadian, Iran                |

## Nationale Erfolge
- NCAA-Collegiat-Championship: 2. Pl. 1985, 1. Pl. 1987 und 1988, jeweils F, Fe;
- USA-Freestyle-Championship: 1. Pl. 1986, 1988, 1989, 1990 und 1991, jeweils F, Fe;